# 莫寧頓島 (智利)
莫寧頓島是智利的島嶼，位於該國南部太平洋海域，由麥哲倫-智利南極大區負責管轄，面積528.8平方公里，海岸線長度213.5公里，最高點海拔高度762米。